# オールアップディーバ
オールアップディーバ（英: ALL-UP Diva）はPay4ward Incが運営するオンライン専用の音楽レーベルである。
元々はフィリピンPOP構築のために、フィリピンにてダンススクール、音楽スタジオ、音楽レーベルの事業をスタートする予定であったが、コロナウイルスのパンデミックにより、2021年10月に事業転換。
日本、中国、韓国、台湾、タイ、フィリピンのアジアンミュージックを世界に配信するレーベルとして日本にて事業をスタートする。略称はディーバ（DIVA）。
パンデミックにより世界中に広がるUNHAPPYを音楽というフィルターを通じて、アジアから世界中にエールを送るため、アジア各国の女性シンガーがエモい楽曲を提供する、「夢・希望」を届けるという意味がALL-UP Divaという名前に込められている。

## レーベルアーティスト
- Nanao（ナナオ）[4]
- ЯikA（リカ）
- Kanki（カンキ）

## 歴史
当初はフィリピンにて、2020年4月にフィリピンポップス（P-POP）を構築するためにダンススクール、音楽スタジオ、音楽レーベルの事業をスタートする予定であったが、
コロナウイルスのパンデミックにより、国外での事業展開が難しくなる。アーティストNanaoの参画により2021年10月に事業転換をし、国内を基軸としたレーベル事業からスタートする。

## WCT（World Creative Team）
オンラインで繋がるクリエイティブチーム。「それぞれが、それぞれの得意なことで最高の創作物を生み出す！」をコンセプトにしている。
それぞれの役割に応じて著作権とは別のProfit Shareによって、収益分配する独自の報酬制度を用いている。